# 黑田孝高
黑田孝高（日语：／ Kuroda Yoshitaka，1546年12月22日—1604年4月19日），日本戰國時代、安土桃山時代武將，為豐前國中津藩主，亦為天主教徒大名。小寺家臣、姬路城主黑田职隆之子，母親是小寺政職之養女小寺氏，其妻為櫛橋伊定之女，兒子黑田長政為筑前國福岡藩初代藩主。
諱為「祐隆」（すけたか）、「孝隆」（よしたか），後改為「孝高」，通稱黑田官兵衛，出家法號為如水圓清。以身為豊臣秀吉的心腹，活躍於軍略、外交等工作。他與竹中重治（半兵衛）是襄贊秀吉取得天下的參謀雙璧，後世並稱為「兩兵衛」。

## 播州時代
黑田家的發祥地在近江國伊香郡黑田村，家系是源自鎌倉時代宇多源氏佐佐木一黨（京極氏）分出的播磨源氏。孝高的祖父黑田重隆早年製售眼藥，後來出仕於播磨國御着城主小寺政職。政職對黑田一族相當重視，任命重隆為重臣，並於天文14年（1545年）任命為姬路城代，再將自己的養女嫁於重隆之子黑田職隆，且將自己的姓氏賜與黑田家。
孝高於天文15年11月29日（1546年12月22日）生於播磨國姬路城，幼名万吉。永祿2年（1559年）母親去世後，醉心文學。永祿5年（1562年），成為主君小寺政職的近習。同年初次上陣，與父親黑田職隆一同征伐土豪。永祿7年（1564年）孝高的妹妹嫁給浦上清宗，但清宗本人與其父親浦上政宗在婚禮當日遭到播磨國龍野城主赤松政秀率軍襲擊而死亡，後改嫁繼承龍野城的清宗之弟浦上誠宗。
永祿10年（1567年）時，孝高繼承父親職隆的家督和家老職，迎娶小寺政職姪兒櫛橋伊定的女兒光（てる）為正室，受命為姬路城代。永祿12年（1569年），赤松政秀得到擁戴足利義昭的織田信長麾下的池田勝正、別所安治、宇喜多直家等人支援，率領3千士兵攻打姬路城，但孝高施展突襲等戰術，僅以300兵擊退三木通秋援軍，是為「青山土器山之戰」。政秀投降於浦上宗景。
天正元年（1573年）小寺氏等播磨的大名，受到已討取了淺井長政、流放了幕府將軍足利義昭而成功於近畿擴張勢力的織田信長，以及已取得山陰山陽的毛利輝元兩大勢力夾於其中（浦上宗景投靠信長、宇喜多直家則投靠輝元）。天正3年（1575年），孝高由於才能得到信長賞識，勸說主君小寺政職臣服在長篠之戰中大破武田勝頼的織田氏。同年7月，在羽柴秀吉的安排下，赴岐阜城謁見信長。而政職亦與赤松廣秀、別所長治等人一同前往京都謁見。另一方面，同年9月，宗景敗於投靠毛利氏的宇喜多直家。
天正4年（1576年），迎接了流放中的將軍・足利義昭的毛利氏，派遣水軍大將小早川隆景麾下的浦宗勝，以5千兵從毛利同盟的三木通秋轄下的英賀上陸，進軍播磨，但孝高僅以500兵擊退毛利・三木軍（英賀合戰）。此役後，孝高將長子松壽丸（其後的黑田長政）送往信長當人質。天正5年（1577年）秋，信長在信貴山城之戰討伐松永久秀後，命羽柴秀吉進駐播磨。孝高讓一族移到父親隐居的飾東郡國府山城甲山，把原居的姬路城提供予秀吉，自己則住在二之丸，以参謀的身分活躍。其後追隨羽柴秀長攻打太田垣景近管轄的竹田城（但馬國），與蜂須賀正勝一同參與。
天正6年（1578年），一度降服織田信長的荒木村重再舉反旗（有岡城之戰），孝高為顯誠意，親赴伊丹城（有岡城）勸其降伏，但反遭拘禁。信長誤以為孝高背反，命令將松壽丸處刑，幸有竹中重治相救（藏匿於竹中重治的居城岩手山城下）。一年後，有岡城陷落，脫險的孝高與松壽丸一同返回姬路城，由於孝高被囚於環境差又狹小的牢房裡一整年，故左腿萎縮且膝關節變形，頭也長滿頭癬，從此不良於行，也無法穿戴烏帽子。

## 豐臣家臣時代
在豐臣秀吉麾下，他以智谋出众而与竹中重治（竹中半兵衛）並稱兩兵衛。竹中重治病死後，1580年，黑田孝高受秀吉賞賜1萬石，正式成為大名。
天正10年（1582），備中高松城之戰，用計水攻高松城，使明智光秀向毛利氏報信的信使隔天在被水包圍的城下被羽柴軍所抓，使得羽柴軍在6月3日即接到了信長的噩耗（本能寺之變）。之後孝高向秀吉獻策，與毛利輝元講和並討伐光秀，中國大返還成功。羽柴軍在山崎之戰擊敗明智軍。
天正14年（1586），朝廷賜與從五位下勘解由次官，参与九州攻伐；在對島津的戰爭中所取得的勝利有著極大的貢獻。翌年，豐臣秀吉統一九州。戰後，被賜與豐前國中津城12萬5千石。豐臣秀吉原本允諾宇都宮鎮房保有豐前國六郡領地，後卻被改封伊予國（愛媛縣），黑田孝高則由山崎（播磨國）改封至豐前國，在入主豐前國時，城井谷的宇都宮鎮房、長岩城的野仲鎮兼舉兵叛亂，黑田孝高給予各個擊破。天正16年（1588），為了領內的安定，黑田長政誘殺了宇都宮鎮房一族；黑田孝高則於鎮壓肥後國叛亂的陣前，斬殺宇都宮朝房。
高山右近比黑田孝高還早接受天主教洗禮，教名為西默盎 (Simeon)。因天正15年7月（1587年）豐臣秀吉頒布禁教令，右近反抗被流放。黑田孝高則周知放棄宣教。天主教與宣教師無法傳播信仰，對當時的天主教諸侯產生衝擊。可由當時路易斯·弗洛伊斯留下的書簡殘篇可知。
天正17年（1589年）將家督之位讓予黑田長政而退隱，但仍舊在豐臣秀吉身旁活躍。隔年，對北條小田原征伐，在協調終戰過程有很大的功勞，豐臣秀吉賜予名刀日光一文字（原氏直所有，現為國寶，福岡市博物館所藏）。文祿2年（1593），豐臣秀吉對朝鮮出兵（文祿慶長之役），黑田孝高與五奉行之一的石田三成產生爭執，惹怒豐臣秀吉，黑田孝高以「如水圓清」法號出家。

## 關原之役與晩年
豐臣秀吉逝世（1598年9月18日）後的慶長5年（1600年），五大老之一的德川家康向東討伐會津的上杉景勝，石田三成卻於關原率西軍討伐德川家康。黑田長政隸屬東軍正於關原作戰，黑田孝高在九州豐前國中津城率九千黑田軍，擊破得到毛利家支援企圖恢復舊領的大友義統，並認為上洛與取得天下不是難事而燃起野心，隱藏在東軍德川家康名義下以奪取天下為目標攻城掠地，攻佔了豐前、豐後、筑前、筑後、肥前、肥後、日向等七國（僅餘薩摩、大隅），黑田孝高的行動有促成九州統一的趨勢。不過當關原之役一天內大勢底定後，黑田孝高放棄爭霸，隱居而不問政事。
慶長9年3月20日（1604年4月19日）辰時，病逝於京都伏見藩邸，享年59歲。死後舉行天主教追思彌撒，於下葬後十五或二十日後，其子長政才舉行佛教法會葬禮。法名是龍光院殿如水圓清大居士。墓所在福岡市博多區千代橫嶽山崇福寺和京都市北區龍寶山大德寺搭頭寺院龍光院。
1902年（明治35年）11月13日，贈從三位。

## 報竹中氏之恩
由於竹中重治甘冒死罪之險，私護孝高嫡子長政免遭殺害，所以孝高父子對重治滿懷感激。日後，黑田孝高擔任失去父親的竹中重門元服時的烏帽子親，黑田長政也將重門的庶子收為黑田家重臣。

## 家臣
黑田二十四騎
- 井上之房
- 小河信章（日语：小河信章）
- 菅正利
- 衣笠景延（日语：衣笠景延）
- 桐山信行（日语：桐山信行）
- 久野重勝（日语：久野重勝）
- 黑田一成
- 栗山利安
- 黑田利高
- 黑田利則
- 黑田直之
- 毛屋武久（日语：毛屋武久）
- 後藤基次
- 竹森次貞（日语：竹森次貞）
- 野口一成（日语：野口一成）
- 野村祐勝
- 林直利（日语：林直利）
- 原種良（日语：原種良）
- 堀定則（日语：堀定則）
- 益田正清（日语：益田正清）
- 三宅家義（日语：三宅家義）
- 村田吉次（日语：村田吉次）
- 母里友信
- 吉田長利（日语：吉田長利）

## 登场作品
小說
- 黑田如水軒（講談社、長谷川伸（日语：長谷川伸）著）
- 播磨灘物語（講談社、司馬遼太郎著）
- 黑田如水（King（日语：キング (雑誌)）、武者小路實篤著）
- 黑田如水（黎明社、菊池寬著）
- 黑田如水（Akatsuki、鷲尾雨工（日语：鷲尾雨工）著）
- 黑田如水（朝日新聞社、吉川英治著）
- 二流之人（九州書房、坂口安吾著）
- 軍師的境遇（角川書店、松本清張著）
- 智謀之人（藝文社（日语：芸文社）、池波正太郎著）
- 城井谷崩落（六興出版、海音寺潮五郎著）
- 小說 黑田如水（富士見書房、童門冬二（日语：童門冬二）著）
- 新史黑田官兵衛（PHP研究所、高橋和島（日语：高橋和島）著）
- 官兵衛受難（新人物往来社、赤瀨川隼（日语：赤瀬川隼）著）
- 頗好亂世（毎日新聞社、岳宏一郎（日语：岳宏一郎）著）
- 如風如水（集英社、安部龍太郎著）
- 狙伺天下（角川書店、西村京太郎著）
- 渡風（講談社、葉室麟（日语：葉室麟）著）
- 風之王國：官兵衛異聞（講談社、葉室麟著）
- 軍師之門（角川學藝出版、火坂雅志（日语：火坂雅志）著）
- 日輪不在 軍師黑田官兵衛（德間書店、上田秀人（日语：上田秀人）著）
- 軍師黑田官兵衛（潮出版社、高橋直樹（日语：高橋直樹 (作家)）著）
- 官兵衛之夢（北辰堂出版、新井惠美子（日语：新井恵美子）著）
- 天才軍師黑田官兵衛（瑞昇、不破俊輔著）

影視劇
- 德川家康（1964年、NET、演：太刀川寛）
- 太閤記（日语：太閤記 (NHK大河ドラマ)）（1965年、NHK大河劇、演：田村高廣）
- 國盜物語（日语：国盗り物語 (NHK大河ドラマ)）（1973年、NHK大河劇、演：江守徹）
- 新書太閤記（日语：新書太閤記#新書太閤記（NETテレビ））（1973年、NET、演：垂水悟郎）
- 黃金的日子（日语：黄金の日日）（1978年、NHK大河劇、演：勝部演之）
- 女太閤記（1981年、NHK大河劇、演：菅野忠彥（日语：菅野菜保之））
- 德川家康（1983年、NHK大河劇、演：入川保則）
- 豐臣秀吉 獲取天下！（日语：豊臣秀吉 天下を獲る!）（1995年、TX、演：白龍（日语：白竜 (俳優)））
- 秀吉（1996年、NHK大河劇、演：伊武雅刀）
- 太閤記 被喚為猴子的男人（日语：太閤記 サルと呼ばれた男）（2003年、CX、演：石黑賢）
- 功名十字路（2006年、NHK大河劇、演：齊藤洋介（日语：斎藤洋介））
- 寧寧：女太閤記（2009年、TX、演：黑神龍人（日语：黒神龍人））
- 戰國疾風傳 二人軍師（日语：戦国疾風伝 二人の軍師 秀吉に天下を獲らせた男たち）（2011年、TX、演：高橋克典）
- 江~公主們的戰國~（2011年、NHK大河劇、演：柴俊夫）
- 清須會議（日语：清須会議 (小説)#映画）（2013年、東寶、演：寺島進）
- 軍師官兵衛 （2014年、NHK大河劇、演：岡田准一）
- 信長燃燒（日语：信長燃ゆ#テレビドラマ）（2016年、TX、演：浦野REN）
- 處世質實剛健（2017、Mable、演：山内秀一）
- 麒麟來了 （2020年、NHK大河劇、演：濱田岳）
- 新・信長公記～同班同學是戰國武將～（2022年、NTV、演：濱田岳）
- 首（2023年、東寶、演：淺野忠信）

漫畫
- 黑田・三十六計（LEED社（日语：リイド社）、平田弘史（日语：平田弘史）作）
- 戰國謀略圖（LEED社、齊藤隆夫作）
- 軍師 黑田官兵衛傳（白泉社、重野直樹（日语：重野なおき）作）
- 義風堂堂！！疾風的軍師 黑田官兵衛（德間書店、山田俊明作）
- 新·信長公記～信長君與我～（講談社、甲斐谷忍作）

舞台
- 燃風～軍師・竹中半兵衛～（2017年、寶塚星組公演、演：天壽光希（日语：天寿光希））[5]

遊戲
- 在茜色的世界與君詠唱
- 戰國無雙系列 &無雙OROCHI系列（配音：高塚正也）
- 戰國BASARA系列（配音：小山力也）

```
  戰刻夜想曲
```